# چیتی‌چیتی بنگ‌بنگ
چیتی‌چیتی بنگ‌بنگ (به انگلیسی: Chitty Chitty Bang Bang) یک فیلم موزیکال ساخت سال ۱۹۶۸ میلادی، بر پایهٔ داستانی به همین نام از ایان فلمینگ می‌باشد.سال ها پیش بنا شد ماشین معروفی که در این فیلم وجود دارد در یک مزایده به حراج گذاشته شود اما به دلیل قیمت پایه بسیار بالا کسی حاضر به خرید آن نشد.

## خلاصه داستان
مخترعی (با بازی دیک وان دایک van Dyck) یک ماشین مسابقه را تعمیر میکند و در رویا می بیند که  به آن ویژگی ها و قدرت های جادویی می بخشد.و به مردم کمک میکند تا شورش موفقی را علیه پادشاه  سرزمینی که از بچه ها نفرت دارد به راه بیندازند و…
طرح 
در اواسط دهه 1910 در روستاهای انگلستان، جمیما و جرمی، دو فرزند خردسال مخترع ناموفق بیوه کاراکتاکوس پاتس، مجذوب یک ماشین مسابقه‌ای قهرمان شدند. وقتی متوجه می‌شوند قرار است ماشین اسقاط شود، به خانه برمی‌گردند ("شما دو") و از پدرشان التماس می‌کنند که آن را نجات دهد. برای جمع آوری پول، او سعی می کند یکی از اختراعات خود را بفروشد، یک آب نبات سخت موزیکال، اما سوت آب نبات انبوهی از سگ ها را جذب می کند و زمین فروش او را خراب می کند ("Toot Sweets").
آن شب، کاراکتاکوس قبل از رفتن به کارناوال برای فرزندانش یک لالایی ("کوه هوشبیه") می خواند، جایی که سعی می کند با یکی دیگر از اختراعات خود، یعنی یک دستگاه خودکار کوتاه کردن مو، پول جمع کند. خراب می شود، موهای مشتری را خراب می کند، و برای فرار از مشتری خشمگین، Caractacus به یک آهنگ و رقص با روحیه ("Me Ol' Bamboo") می پیوندد. او به اندازه کافی پول انعام برای خرید ماشین به دست می آورد و آن را بازسازی می کند و نام آن را به دلیل صدای موتور غیرعادی آن "چیتی چیتی بنگ بنگ" می گذارد. کاراکتاکوس و بچه ها برای اولین سفرشان با ماشین ("چیتی چیتی بنگ بنگ") به ساحل می روند تا پیک نیک داشته باشند. Truly Scrumptious، وارث ثروتمند شرکت آب نبات، به آنها ملحق می شود، و اگرچه او و Caractacus قبلاً برخوردهای شدیدی داشته اند، اما همه اوقات خوشی را سپری می کنند ("Truly Scrumptious"). در ساحل، کاراکتاکوس داستانی را برای بچه ها تعریف می کند و یک سکانس فانتزی طولانی را آغاز می کند.
داستان کاراکتاکوس
در داستان، بارون بومبرست، ستمگر سرزمین خیالی ولگاریا، تلاش می‌کند تا چیتی را بدزدد.